# کاتسوهیسا ناماسه
کاتسوهیسا ناماسه (انگلیسی: Katsuhisa Namase; ۱۳ اکتبر ۱۹۶۰ – ) هنرپیشه اهل ژاپن بود. وی از سال ۱۹۸۸ میلادی تاکنون مشغول فعالیت بوده‌است.
از فیلم‌ها یا برنامه‌های تلویزیونی که وی در آن نقش داشته‌است می‌توان به پسران قرن بیستم اشاره کرد.